# Angeli nel blu
Angeli nel blu è un brano musicale della cantante italiana Laura Pausini. È il 4° singolo estratto a maggio 1997 dall'album Le cose che vivi del 1996.

## Il brano
La musica è composta da Eric Buffat, Leonardo Abbate; il testo è scritto da Cheope e Leonello Meneghetti; l'adattamento spagnolo è di Badia.
La canzone viene tradotta in lingua spagnola con il titolo Ángeles en el cielo, inserita nell'album Las cosas que vives. Questa versione non viene estratta come singolo in Spagna e in America Latina e pertanto non è pubblicata su supporto audio, non viene trasmessa in radio e non è presente il videoclip.
Il brano in lingua italiana viene trasmesso in radio, ma non viene realizzato il videoclip.

## Tracce
CDS - Promo 000591 Warner Music Italia (1997)
1. Angeli nel blu

CDS - 3984247642 Warner Music Italia (1998)
1. Un'emergenza d'amore (Radio Edit)
2. Un'emergenza d'amore (Instrumental)
3. Ascolta il tuo cuore (Remix)
4. Ángeles en el cielo

Download digitale
1. Angeli nel blu
2. Ángeles en el cielo

## Pubblicazioni
Angeli nel blu viene inserita in versione Live nel DVD Live 2001-2002 World Tour del 2002 (video).